# Gabriel Cañizares
Gabriel Cañizares (Madrid, 27 juni 1974) is een Spaanse golfprofessional. Hij speelt op de Europese Challenge Tour.
Gabriel is de zoon van José Maria Cañizares, een speler op het Open in Nederland uit de jaren 80 en 90, en een broer van  Alejandro, die op de Europese PGA Tour speelt.
Gabriel Cañizares werd in 1998 professional en ging van 1999 t/m 2006 ieder jaar naar de Tourschool. 
In 2010 eindigde hij op de 6de plaats bij het Open de Andalucia met een score van -11, zijn beste resultaat tot dusverre.

## Naamgenoot
Zijn naamgenoot was een leraar uit Jolo in de Filipijnen. Hij werd op 9 november 2009 bekend nadat hij op Mindanao in de Filipijnen door militanten van de Abu Sayyaf werd gekidnapt en een maand later onthoofd, ondanks dat zijn familie het losgeld had betaald. Hij was 37 jaar.